# Щукообразные
Щукообра́зные (лат. Esociformes) — отряд лучепёрых рыб. В состав отряда включают 2 семейства и 12 видов пресноводных рыб.
Этот отряд близко связан с отрядом лососеобразных, вместе они входят в надотряд протакантоптеригий (Protacanthopterygii). Представители отряда являются хищниками и впервые появились в середине мелового периода. Сейчас они встречаются только в пресных водах северной Евразии и Северной Америки.

## Классификация
В отряде выделяют 2 следующих семейства:
- Щуковые (Esocidae)
- Умбровые (Umbridae)